# 지경 (고려)
지경(池鏡)은 송나라의 문관이자 한국 성씨인인 사랑해
송나라의 홍농군 출신으로 960년에 고려에 사신으로 온 후 금자광록대부·태보평장사를 역임했다.